# アリ・グラサ
アリ・ダ・シウヴァ・グラサ・フィーリョ（Ary da Silva Graça Filho, 1943年4月23日 - ）は、ブラジルのバレーボール関係者。第4代国際バレーボール連盟（FIVB）会長。

## 経歴
当時副会長だった2012年9月の総会にて、他の米豪2候補（Doug BealとChris Schacht）を下して過半数を得て、FIVB会長に就任。2016年10月の総会にて、対抗馬なしで再選された（任期は2024年まで）。
ビデオ判定を導入・推進した。